# Юдіт Полгар
Ю́діт По́лгар (угор. Polgár Judit; нар. 23 липня 1976, Будапешт) — угорська шахістка, гросмейстерка (1991), часто називається найуспішнішою жінкою в історії шахів. 
Очолювала жіночий рейтинг протягом 26 років та 2 місяців (з січня 1989 року по лютий 2015 року), єдина жінка, яка потрапила в першу десятку рейтингу ФІДЕ (вперше у січні 1996).
Рейтинг на липень 2015 року — 2675 (65-те місце у світі, 3-тє в Угорщині, 2-ге місце у світі серед жінок).

## Біографія
Юдіт Полгар народилась у єврейській сім'ї в Будапешті. Всі три дитини в сім'ї — сестри Жужа, Софія та Юдіт — отримали домашню освіту. Навчанням дітей займалась їхня мати Клара Полгар (до шлюбу Альбергер, нар. 1946) — вчителька, родом із села Вилок (тепер Закарпатська область України), закінчила Ужгородський університет. Шахів же з раннього дитинства навчав батько — психолог і педагог Ласло Полгар. Старші сестри також стали сильними шахістками, Жужа Полгар — міжнародна гросмейстерка у США, а Софія Полгар (Косашвілі) — міжнародна майстриня в Ізраїлі. Але найбільших успіхів досягла Юдіт.
Юдіт почала грати в турнірах у 6 років, в рейтингових — у 9. Гросмейстерське звання Полгар отримала у віці 15 років, 4 місяців і 28 днів, ставши на той час наймолодшим гросмейстером: вона обійшла досягнення Роберта Фішера (1958 року) на один місяць. Також Полгар була наймолодшою з гравців, що потрапили в першу сотню рейтингу ФІДЕ — 55 місце в січні 1989 (12 років).
Від початку своєї шахової кар'єри Юдіт Полгар, на відміну від сестер, грала практично виключно в чоловічих турнірах. У цьому вона стала послідовницею Віри Менчик. Але до Юдіт Полгар жодній жінці не вдавалось досягти такого прогресу в грі проти чоловіків. Від початку 1990-х вона на рівних змагається з провідними гросмейстерами світу.

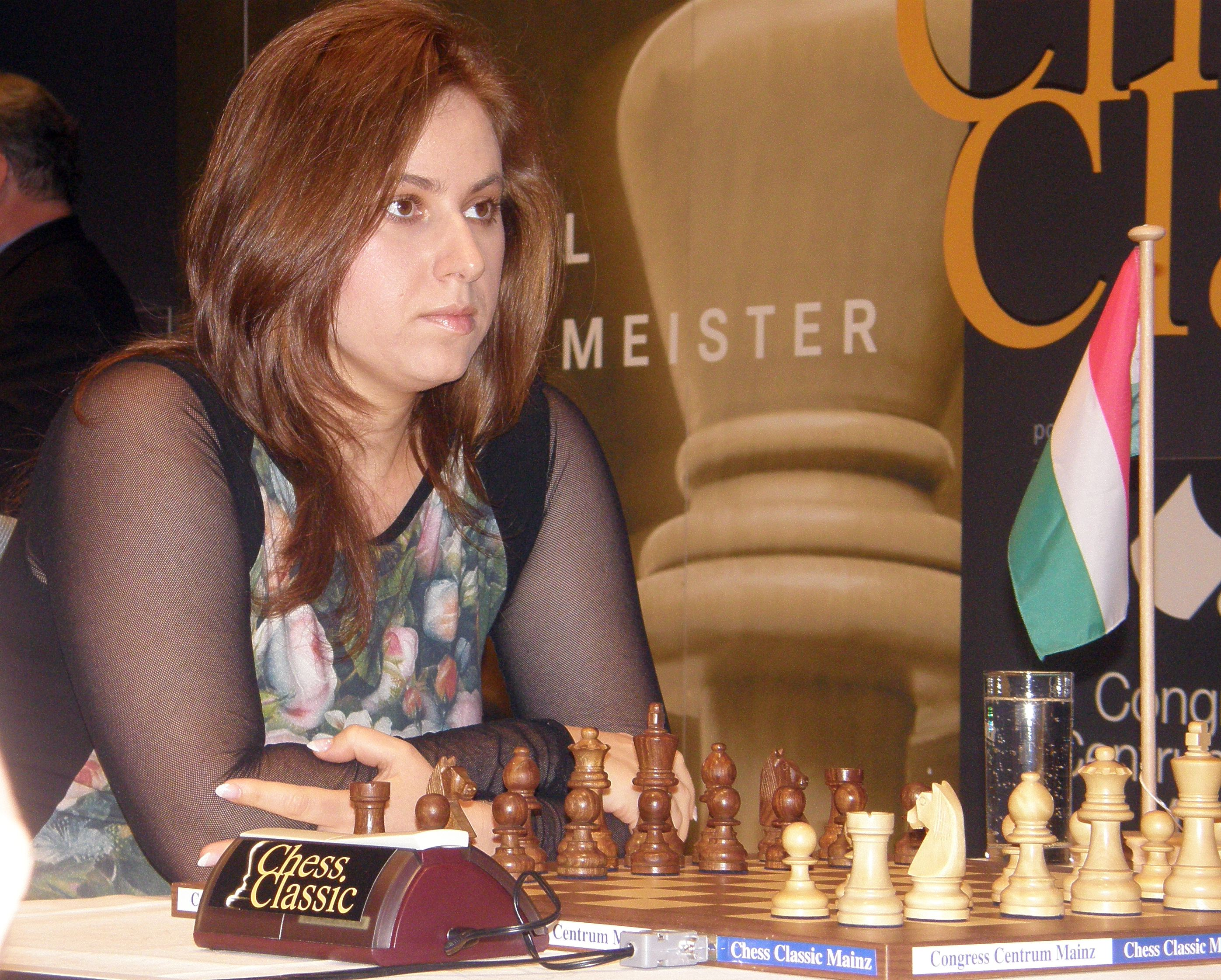
Юдіт Полгар у 2008 році

Полгар перемогла чи поділила перше місце на турнірах у Гастінгзі (1993), Мадриді (1994), Леоні (1996), відкритому чемпіонаті США (1998), Гоґенвері (1999), Sigeman & Co (2000), Japfa (2000), пам'яті Найдорфа (2000).
Брала участь у Чемпіонаті світу із шахів за версією ФІДЕ 2005 та попередніх ширших за форматом чемпіонатах. Поки що єдина серед жінок досягнула 2700 рейтингу Ело. Єдина серед жінок перемогла поточного номера один в рейтингу, також перемогла 11 чинних чи колишніх чемпіонів світу. 
Має агресивний стиль гри.
13 серпня 2014 року припинила шахову кар'єру.
Написала кілька книжок про шахи.
Нагороджена Королівським угорським орденом Святого Стефана.
Одружена, має сина Олівера та дочку Ганну. Єдиною з сім'ї залишилася в Угорщині: і сестри, і батьки емігрували. 

## Зміни рейтингу
| На цьому місці має відображатися графік чи діаграма, однак з технічних причин його відображення наразі вимкнено. Будь ласка, не видаляйте код, який викликає це повідомлення. Розробники вже працюють для того, щоби відновити штатне функціонування цього графіка або діаграми. | |
| | На цьому місці має відображатися графік чи діаграма, однак з технічних причин його відображення наразі вимкнено. Будь ласка, не видаляйте код, який викликає це повідомлення. Розробники вже працюють для того, щоби відновити штатне функціонування цього графіка або діаграми. |